# 托马什·马鲁舍夫斯基
托马什·马鲁舍夫斯基（波蘭語：Tomasz Maruszewski，1769年—1834年）是科希丘什科起义的著名参与者。
他是普通公民和波兰雅各宾派，是科翁塔伊铁匠铺的成员，并在1790年的大瑟姆上被封为贵族。
在1792年波俄战争改革派军队被击败后，他跟随胡戈·科翁塔伊迁居萨克森，但在1793年返回波兰。
为了塔得乌什·科希丘什科，他来到华沙，在那里他帮忙组织华沙起义。他可能要为起义成功后处决塔戈维查联盟成员的事情负责。
在科希丘什科起义失败，开始第三次瓜分波兰（1795年）后，他再次离开波兰。
最后他与科翁塔伊紧密地工作。